# Cercion
Cercion is een geslacht van libellen uit de familie van de waterjuffers (Coenagrionidae), onderorde juffers (Zygoptera).
Cercion wordt niet meer algemeen erkend en de drie soorten die nog onder het geslacht worden gerekend acht men veelal incertae sedis.

## Soorten
Cercion omvat 3 soorten:
- Cercion luzonicum Asahina, 1968 (incertae sedis?)
- Cercion malayanum (Selys, 1876) (incertae sedis?)
- Cercion pendulum (Needham & Gyger, 1939) (incertae sedis?)